# كأس تونس للكرة الطائرة للرجال 1968–69
كأس تونس للكرة الطائرة للرجال 1969-1968 هو الموسم رقم 13 من كأس تونس للكرة الطائرة للرجال.

فاز بهذا الموسم المستقبل الرياضي بالمرسى.

## روابط خارجية
- الموقع الرسمي للجامعة التونسية للكرة الطائرة.